# David Prinosil
David Prinosil (ur. 9 marca 1973 w Ołomuńcu) – niemiecki tenisista pochodzenia czeskiego, reprezentant w Pucharze Davisa, zdobywca brązowego medalu igrzysk olimpijskich w Atlancie (1996) w grze podwójnej.

## Kariera tenisowa
Jako zawodowy tenisista występował w latach 1991−2004.
W grze pojedynczej osiągnął 6 finałów turniejów rangi ATP World Tour, z których w 3 zwyciężył.
W grze podwójnej wygrał 10 turniejów rangi ATP World Tour i 11−krotnie był uczestnikiem finałów. Wśród finałów z udziałem Niemca są wielkoszlemowe French Open 1993 i Australian Open 2001. W Paryżu startował z Markiem-Kevinem Goellnerem, a w Melbourne z Byronem Blackiem.
Razem z Markiem-Kevinem Goellnerem zdobył w 1996 roku brązowy medal igrzysk olimpijskich w Atlancie. Półfinałową rywalizację niemiecka para przegrała z Brytyjczykami Neilem Broadem i Timem Henmanem, natomiast mecz o brązowy medal wygrała z Holendrami Jacckiem Eltinghem i Paulem Haarhuisem.
W latach 1996−2003 reprezentował Niemcy w Pucharze Davisa rozgrywając łącznie 22 mecze, triumfując w 11.
W rankingu gry pojedynczej Prinosil najwyżej był na 28. miejscu (23 kwietnia 2001), a w klasyfikacji gry podwójnej na 12. pozycji (20 sierpnia 2001).

### Finały w turniejach ATP World Tour
| Legenda                                      |
| -------------------------------------------- |
| Wielki Szlem                                 |
| Igrzyska olimpijskie                         |
| Tennis Masters Cup / ATP Finals              |
| ATP Masters Series / ATP Tour Masters 1000   |
| ATP International Series Gold / ATP Tour 500 |
| ATP International Series / ATP Tour 250      |

#### Gra pojedyncza (3–3)
| Końcowy wynik | Nr | Data                 | Turniej    | Nawierzchnia    | Przeciwnik            | Wynik finału     |
| ------------- | -- | -------------------- | ---------- | --------------- | --------------------- | ---------------- |
| Zwycięzca     | 1. | 16 lipca 1995        | Newport    | Trawiasta       | David Wheaton         | 7:6(3), 5:7, 6:2 |
| Zwycięzca     | 2. | 16 lipca 1995        | Ostrawa    | Dywanowa (hala) | Petr Korda            | 6:1, 6:2         |
| Finalista     | 1. | 15 marca 1998        | Kopenhaga  | Dywanowa (hala) | Magnus Gustafsson     | 6:3, 1:6, 1:6    |
| Finalista     | 2. | 14 lutego 1999       | Petersburg | Dywanowa (hala) | Marc Rosset           | 3:6, 4:6         |
| Zwycięzca     | 3. | 18 czerwca 2000      | Halle      | Trawiasta       | Richard Krajicek      | 6:3, 6:2         |
| Finalista     | 3. | 30 października 2000 | Moskwa     | Dywanowa (hala) | Jewgienij Kafielnikow | 2:6, 5:7         |

#### Gra podwójna (10–11)
| Końcowy wynik | Nr  | Data                 | Turniej                    | Nawierzchnia    | Partner             | Przeciwnicy                      | Wynik finału        |
| ------------- | --- | -------------------- | -------------------------- | --------------- | ------------------- | -------------------------------- | ------------------- |
| Zwycięzca     | 1.  | 30 sierpnia 1992     | Umag                       | Ceglana         | Richard Vogel       | Sander Groen Lars Koslowski      | 6:3, 6:7, 7:6       |
| Zwycięzca     | 2.  | 1 marca 1992         | Rotterdam                  | Dywanowa (hala) | Marc-Kevin Goellner | Paul Haarhuis Mark Koevermans    | 6:2, 6:7, 7:6       |
| Finalista     | 1.  | 5 czerwca 1993       | French Open, Paryż         | Ceglana         | Marc-Kevin Goellner | Luke Jensen Murphy Jensen        | 4:6, 7:6, 4:6       |
| Zwycięzca     | 3.  | 29 sierpnia 1993     | Long Island                | Twarda          | Marc-Kevin Goellner | Arnaud Boetsch Olivier Delaître  | 6:7, 7:5, 6:2       |
| Finalista     | 2.  | 10 października 1993 | Tuluza                     | Twarda (hala)   | Udo Riglewski       | Byron Black Jonathan Stark       | 5:7, 6:7            |
| Finalista     | 3.  | 24 października 1993 | Wiedeń                     | Dywanowa (hala) | Mike Bauer          | Byron Black Jonathan Stark       | 3:6, 6:7            |
| Finalista     | 4.  | 6 marca 1994         | Kopenhaga                  | Dywanowa (hala) | Udo Riglewski       | Martin Damm Brett Steven         | 3:6, 4:6            |
| Finalista     | 5.  | 23 marca 1997        | Petersburg                 | Dywanowa (hala) | Daniel Vacek        | Andriej Olchowski Brett Steven   | 4:6, 3:6            |
| Zwycięzca     | 4.  | 24 sierpnia 1997     | Long Island                | Twarda          | Marcos Ondruska     | Mark Keil T.J. Middleton         | 6:4, 6:4            |
| Finalista     | 6.  | 12 października 1997 | Wiedeń                     | Dywanowa (hala) | Marc-Kevin Goellner | Ellis Ferreira Patrick Galbraith | 3:6, 4:6            |
| Zwycięzca     | 5.  | 25 października 1998 | Ostrawa                    | Dywanowa (hala) | Nicolas Kiefer      | David Adams Pavel Vízner         | 6:4, 6:3            |
| Finalista     | 7.  | 7 marca 1999         | Kopenhaga                  | Dywanowa (hala) | Marc-Kevin Goellner | Maks Mirny Andriej Olchowski     | 7:6(5), 6:7(4), 1:6 |
| Zwycięzca     | 6.  | 17 października 1999 | Wiedeń                     | Twarda (hala)   | Sandon Stolle       | Piet Norval Kevin Ullyett        | 6:3, 6:4            |
| Zwycięzca     | 7.  | 5 marca 2000         | Kopenhaga                  | Twarda (hala)   | Martin Damm         | Jonas Björkman Sébastien Lareau  | 6:1, 5:7, 7:5       |
| Finalista     | 8.  | 18 czerwca 2000      | Halle                      | Trawiasta       | Mahesh Bhupathi     | Nicklas Kulti Mikael Tillström   | 6:7(4), 6:7(4)      |
| Finalista     | 9.  | 8 października 2000  | Hongkong                   | Twarda          | Dominik Hrbatý      | Wayne Black Kevin Ullyett        | 1:6, 2:6            |
| Zwycięzca     | 8.  | 29 października 2000 | Moskwa                     | Dywanowa (hala) | Jonas Björkman      | Jiří Novák David Rikl            | 6:2, 6:3            |
| Finalista     | 10. | 28 stycznia 2001     | Australian Open, Melbourne | Twarda          | Byron Black         | Jonas Björkman Todd Woodbridge   | 1:6, 7:5, 4:6, 4:6  |
| Zwycięzca     | 9.  | 19 sierpnia 2001     | Waszyngton                 | Twarda          | Martin Damm         | Bob Bryan Mike Bryan             | 7:6(5), 6:3         |
| Finalista     | 11. | 12 sierpnia 2001     | Cincinnati                 | Twarda          | Martin Damm         | Mahesh Bhupathi Leander Paes     | 6:7(3), 3:6         |
| Zwycięzca     | 10. | 16 czerwca 2002      | Halle                      | Trawiasta       | David Rikl          | Jonas Björkman Todd Woodbridge   | 4:6, 7:6(5), 7:5    |